# 浜名湖大橋

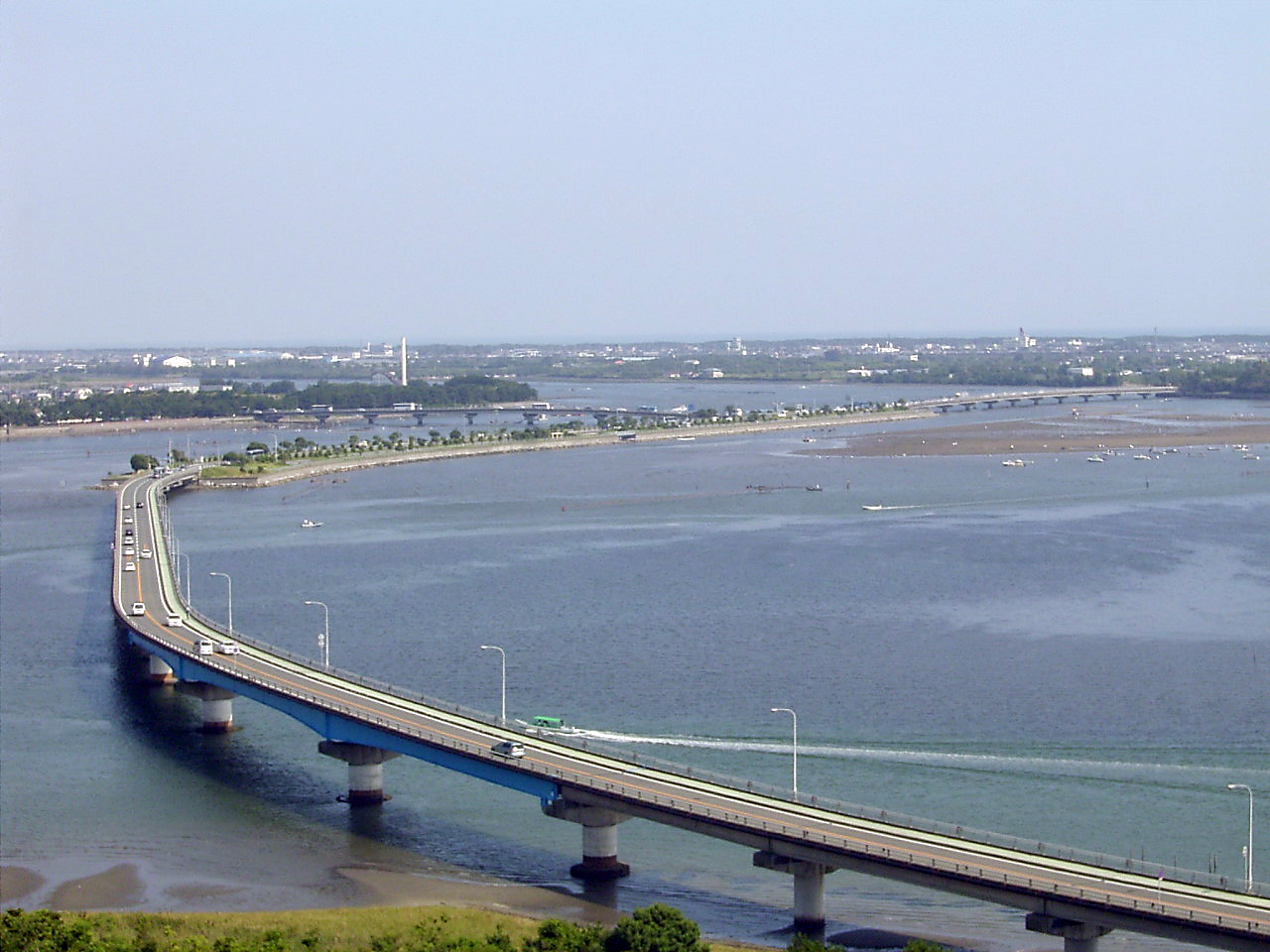
浜名湖大橋と中之島

浜名湖大橋（はまなこおおはし）は、静岡県浜松市の浜名湖に架かる道路（橋）の1つ。もしくは有料道路時代の道路名。
現在は静岡県道323号舘山寺弁天島線の一部に属している。

## 距離
- 総延長：7.6km[1]

ルート別の距離は以下の通り。
- 村櫛 - 弁天：7.0km[1]
- 村櫛 - 雄踏：5.9km[1]
- 弁天 - 雄踏：2.2km[1]

## 概要
1973年（昭和48年）4月、村櫛 - 弁天間が開通し、続く同年9月、ルート上の中之島交差点 - 雄踏間（雄踏大橋）が開通。かつては静岡県道路公社が管理する有料道路だったが、供用開始から30年が経過したことから2003年（平成15年）4月1日から無料開放された。
中之島交差点の村櫛寄りに中之島駐車場がある。かつては売店やトイレもあったが閉鎖された。なお現在、これらは解体されている。
「浜名湖大橋」は、実際には村櫛 - 中之島交差点間に架かる橋の事のみを指すが、通常は以前有料道路だったその他区間（中之島交差点 - 弁天・中之島交差点 - 雄踏）を含めて「浜名湖大橋」と総称していた。
料金所は村櫛・弁天・雄踏の3か所存在した。入口料金所では料金を支払うが、弁天・雄踏の料金所では、料金所係員に行先を告げてから料金を支払う。出口は村櫛料金所では係員がチケットの半券を切り取るが、弁天、雄踏はスルーとなっていた。無料化後に料金所は取り壊されている。
中之島から本道路で接続される地点には、北には浜名湖ガーデンパーク（浜名湖花博会場跡地）、南には渚園、東には雄踏総合公園や亀崎ファミリーランドがある。

### 無料開放後の状況
無料開放された現在、無料開放以前と比べ交通量が増加した。通勤時間帯・土曜・日曜・祝日・浜名湖競艇開催日・浜名湖ガーデンパークでのイベント開催時などは中之島交差点を中心に渋滞が発生することがある。無料開放後、今まで有料道路を避けていた湖西市民が国道1号を通らずに浜松市中心部へ抜ける道となったのも交通量増加の一因である。

## 歴史
- 1973年（昭和48年）4月 - 村櫛・弁天間が開通[1]。
- 1973年（昭和48年）9月 - 中之島・雄踏間が開通[1]。
- 2003年（平成15年）4月1日 - 無料化[2]。

## かつての通行料金
現在、同区間は全線無料であるが、無料開放直前の通行料金は次のとおりであった。走行ルートによって発生する料金が異なり、村櫛 - 弁天または雄踏間は同額だが、弁天 - 雄踏間は村櫛利用の概ね半額となっていた。

### 村櫛- 弁天および村櫛 - 雄踏ルート
- 原動機付自転車・軽車両：50円
- 軽自動車：100円
- 小型自動車：200円
- 普通自動車・マイクロバス：310円
- 路線バス：520円
- 大型車：840円

### 弁天 - 雄踏ルート
- 原動機付自転車・軽車両：30円
- 軽自動車：50円
- 小型自動車：100円
- 普通自動車・マイクロバス：150円
- 路線バス：270円
- 大型車：420円